# Danger Mouse (musikproducent)
Danger Mouse, egentligen Brian Burton, född 29 juli 1977 i White Plains, New York, är en amerikansk DJ och musikproducent. Tillsammans med Cee Loo Green utgör han duon Gnarls Barkley.
Danger Mouse blev först känd 2004 när han skapade The Grey Album genom att mixa Jay-Z:s The Black Album med The Beatles The White Album. Verket skapades utan tillstånd från upphovsrättsinnehavarna och trots försök från EMI att stoppa distributionen spreds det snabbt över internet. Danger Mouse anlitades som producent på Gorillaz album Demon Days (2005). Tillsammans med rapparen MF Doom, under namnet Danger Doom, gav han 2005 också ut albumet The Mouse and the Mask, som fick en uppföljare i EP:n Occult Hymn 2006.
Redan 2003 bildade Danger Mouse tillsammans med sångaren Cee Loo Green bandet Gnarls Barkley. De albumdebuterade 2006 med St. Elsewhere, vilket blev en stor succé och gav upphov till hiten "Crazy". 2008 kom uppföljaren The Odd Couple. Danger Mouse producerade 2008 albumen Attack & Release av The Black Keys och Modern Guilt av Beck.
Tillsammans med James Mercer från indierockbandet The Shins bildade han bandet Broken Bells, vars självbetitlade debutalbum gavs ut 2010.
Danger Mouse spelade i samarbete med Sparklehorse in albumet Dark Night of the Soul som gavs ut 2010. Med kompositören Daniele Luppi skapade han albumet Rome som gavs ut 2011 och innehåller musik influerad av Ennio Morricones filmmusik. På albumet medverkar bland annat sångarna Jack White och Norah Jones.

## Diskografi
Album
- 2004 - The Grey Album
- 2007 - From Man to Mouse
- 2009 - Ghetto Pop Life (med Jemini)
- 2010 - Dark Night Of The Soul (med Sparklehorse)
- 2011 - Rome (med Daniele Luppi)

Singlar/EPs
- 2002 - Take Care Of Business (med Jemini The Gifted One & J-Zone)
- 2010 - Just War (med Sparklehorse)
- 2011 - Two Against One (med Daniele Luppi)
- 2012 -  The Rose With The Broken Neck / Season's Trees (med Daniele Luppi, Norah Jones, Jack White)